# NGC 114
NGC 114 (ook wel PGC 1660, UGC 259, KUG 0024-020A, MCG 0-2-27, ZWG 383.14, MK 946 of NPM1G -02.0005) is een lensvormig sterrenstelsel in het sterrenbeeld Walvis die op ongeveer 169 miljoen lichtjaar afstand van de Aarde staat.
NGC 114 werd op 27 september 1880 ontdekt door de Duitse astronoom Ernst Wilhelm Leberecht Tempel.